# Episodi de L'allegra banda di Nick (quinta stagione)
La quinta stagione della serie televisiva L'allegra banda di Nick è stata trasmessa in anteprima in Canada dalla CBC Television tra il 19 settembre 1976 e il 10 aprile 1977.
| nº | Titolo originale              | Titolo italiano | Prima TV Canada   | Prima TV Italia |
| -- | ----------------------------- | --------------- | ----------------- | --------------- |
| 1  | The Crash (Part 1)            |                 | 19 settembre 1976 |                 |
| 2  | The Crash (Part 2)            |                 | 26 settembre 1976 |                 |
| 3  | Sara                          |                 | 3 ottobre 1976    |                 |
| 4  | Love Letter                   |                 | 10 ottobre 1976   |                 |
| 5  | A Salmon for Sara             |                 | 17 ottobre 1976   |                 |
| 6  | The Barge                     |                 | 24 ottobre 1976   |                 |
| 7  | Round Up                      |                 | 31 ottobre 1976   |                 |
| 8  | Swamped                       |                 | 7 novembre 1976   |                 |
| 9  | The Meanest Man in Town       |                 | 14 novembre 1976  |                 |
| 10 | Hail to the Chief             |                 | 21 novembre 1976  |                 |
| 11 | The Alchemist                 |                 | 28 novembre 1976  |                 |
| 12 | The Great Shaman of the North |                 | 12 dicembre 1976  |                 |
| 13 | The Old Man And The Greek     |                 | 9 gennaio 1977    |                 |
| 14 | James Island Lure             |                 | 16 gennaio 1977   |                 |
| 15 | No One's Shepherd             |                 | 23 gennaio 1977   |                 |
| 16 | My Valentine                  |                 | 13 febbraio 1977  |                 |
| 17 | The Witness                   |                 | 27 febbraio 1977  |                 |
| 18 | A Gift Horse                  |                 | 20 marzo 1977     |                 |
| 19 | Out Of The Past               |                 | 3 aprile 1977     |                 |
| 20 | Hitchhiker                    |                 | 10 aprile 1977    |                 |